# 42. додела награда Брит
Додела награда Брит 2022., коју додељује Британска фонографска индустрија (БФИ), одржана је 8. фебруара 2022. како би се наградили најбољи у британској и међународној музици. Церемонија је одржана у О2 арени у Лондону, а водитељ је био британски комичар, Мо Гилиган.
У новембру 2021. БФИ је најавио да награде Брит више неће користити родне категорије, као и повратак категорија за најбољег алтернативног/рок извођача, плесног извођача, хип хоп/реп/грајм извођача и поп/R&B извођача. Номинације су објављене 18. децембра 2021, а Адел, Дејв, Ед Ширан и Little Simz изједначени су по броју номинација, чинећи је доделом са највише номинација за женске извођаче од 30. доделе награда Брит.